# Anacyclus maroccanus
Anacyclus maroccanus là một loài thực vật có hoa trong họ Cúc. Loài này được (Ball) Ball mô tả khoa học đầu tiên năm 1873.